# Chris Murphy
Christopher Scott Murphy (* 3. srpna 1973 White Plains, New York) je americký právník a politik za Demokratickou stranu. Senátorem byl zvolen v letech 2012, 2018 a 2024.
Od roku 2013 je senátorem USA za stát Connecticut, kde zvítězil nad Lindou McMahonovou z Republikánské strany. V letech 2007 až 2013 byl poslancem Sněmovny reprezentantů, v níž zastupoval Connecticut za pátý kongresový okres.